# Führen Leisten Leben
Führen Leisten Leben ist ein Sachbuch zur Managementlehre des österreichischen Wirtschaftswissenschaftlers Fredmund Malik, das erstmals im Jahr 2000 bei der Deutschen Verlagsanstalt erschienen ist. Das Werk wurde seitdem mehrfach erweitert und überarbeitet und wird derzeit in einer Auflage aus dem Jahr 2019 vom Campus Verlag vertrieben. Der Untertitel lautet „Wirksames Management für eine neue Welt“. Damit bezieht sich der Autor auf den von ihm auch an anderer Stelle beschriebenen Transformationsprozess, den er im 21. Jahrhundert in Wirtschaft, Umwelt und Gesellschaft angesichts tiefgreifender Veränderungen, zunehmender Komplexität und dynamischer Entwicklungen sieht. Er prägt dafür den Begriff „Große Transformation21“. Das Buch hat 446 Seiten, es wurde in zahlreiche Sprachen übersetzt. An mehreren Stellen nimmt er Bezug auf den US-amerikanischen Wissenschaftler Peter Drucker, mit dem er nach eigenem Bekunden engeren Kontakt hatte. Malik beschreibt Grundsätze, Aufgaben und Werkzeuge, um eine erfolgreiche und wirksame Führungskraft zu werden. Das Werk ist in fünf Kapitel unterteilt.

## Zusammenfassung

### Teil I Professionalität
Der Autor räumt mit der Vorstellung auf, dass es eine ideale Führungskraft gäbe. Die Suche nach den idealen Eigenschaften und Fähigkeiten sowie der Person, die diesen Idealen entspricht, sei ein Irrweg. Stattdessen stellt sich die Frage: Was ist eine wirksame Führungskraft? Der Schlüssel zur Wirksamkeit liegt im Handeln und nicht in bestimmten Wesenszügen. Man sollte sich deshalb auf die Frage konzentrieren, wie man „normalen“ Menschen helfen kann, wirksam und erfolgreich zu sein.
Management ist ein Beruf, der in wesentlich mehr Organisationen anzutreffen ist, als der im Sprachgebrauch übliche Unternehmensmanager. Jeder, der mit seinen Aufgaben in irgendeine Organisation eingebunden ist, muss Managementaufgaben erfüllen. Management beinhaltet mehr als die Führung von Mitarbeitern. Management beinhaltet die Aufgabe, Organisationen zum Funktionieren zu befähigen. Organisationen wiederum haben die Aufgabe Leistung zu erbringen und Ergebnisse zu erzielen. Es ist eine Kernthese von Malik, dass Management ein erlernbarer Beruf sei. Er kritisiert, dass eine systematische Ausbildung für diesen Beruf heute nur sehr unzureichend stattfindet. Der Beruf eines Managers ist durch die folgenden vier Elemente gekennzeichnet:
- Grundsätze, sie regeln die Qualität, mit der jemand die Managementaufgaben erfüllt,
- Managementaufgaben (nicht Sachaufgaben) des jeweiligen Arbeitsbereichs,
- Werkzeuge zur wirksamen Erfüllung der Aufgaben,
- Verantwortung, die mit der Ausübung des Berufs verbunden ist.

Die drei ersten Elemente sind erlernbar. Verantwortung hingegen ist eine Frage der persönlichen Einstellung.

### Teil II Grundsätze wirksamer Führung
Erster Grundsatz – Resultatorientierung
Es kommt im Management allein auf die Resultate an. Die Ergebnisse der Arbeit und die Effektivität, mit der sie getan wird, vermitteln Freude und Stolz, sie können die Befriedigung liefern, die viele im Beruf suchen.
Zweiter Grundsatz – Beitrag zum Ganzen
Es kommt darauf an, einen Beitrag zum Ganzen zu leisten. Ein erfolgreicher Manager ist jemand, der das Ganze erkennt und seine Aufgabe darin sieht, einen Beitrag zu diesem Ganzen zu leisten. Mit dieser Sicht kann er auch Mitarbeiter leichter motivieren und zu größerer Selbständigkeit führen. Spezialistentum ohne Blick auf das Ganze ist zu vermeiden.
Dritter Grundsatz – Konzentration auf Weniges
Es kommt darauf an, sich auf Weniges, dafür Wesentliches zu konzentrieren. Der Beruf des Managers ist besonders anfällig für eine Verzettelungen und Zersplitterung der Kräfte. Erfolg wird erzielt, wenn man das Wesentlich erkennt, sich darauf konzentriert und den Rest vernachlässigt. Das gilt z. B. bei der Führung durch Zielvereinbarung. Die Zahl der Ziele sollte beherrschbar sein.
Vierter Grundsatz – Stärken nutzen
Es kommt darauf an, bereits vorhandene Stärken zu nutzen. Es ist ein Fehler, sich darauf zu konzentrieren, persönliche Schwächen zu beseitigen. Es ist die Aufgabe eines Managers, Menschen so zu nehmen, wie sie sind, ihre Stärken herauszufinden und ihnen durch entsprechende Gestaltung der Aufgaben die Möglichkeit zu geben, dort tätig zu werden, wo sie mit ihren Stärken eine gute Leistung erbringen und Ergebnisse erzielen können. 
Fünfter Grundsatz – Vertrauen
Es kommt auf das gegenseitige Vertrauen an. Vertrauen ist eine Voraussetzung dafür, dass Motivation entstehen kann. Vertrauen gewinnt man, indem man zuhören kann, charakterlich integer ist, loyal gegenüber seinen Mitarbeitern ist und sich gerecht, offen und authentisch verhält. Intrigantentum zerstört Vertrauen.
Sechster Grundsatz – Positiv denken
Es kommt darauf an, positiv bzw. konstruktiv zu denken. Das heißt nicht, dass man Probleme ignorieren sollte, sondern dass man etwas macht, damit sich die Lage ändert. Im Umfeld eines Problems sollte man auch die möglichen Chancen suchen. Dabei darf man sich nicht von Gefühlen, Launen und Empfindungen abhängig machen.

### Teil III Aufgaben wirksamer Führung
Für Ziele sorgen
Malik listet einen Katalog an Grundregeln auf, die bei der Aufgabe „Führung durch Ziele“ zu beachten sind, wie z. B.: wenige aber große Ziele, schriftliche Festlegung der Ziele, falls möglich Quantifizierbarkeit, klarer Zeit Bezug, persönliche Zuordnung, Berücksichtigung der Ressourcen etc.
Organisieren
Malik weist auf Gesichtspunkte hin, die bei der Strukturierung einer Organisation zu beachten sind. Man sollte nicht leichtfertig, Organisationsformen zu häufig ändern. Jede Form der Organisation ist unvollkommen und steckt voller Kompromisse, aber sie braucht auch Zeit zum Reifen. Eine gute Organisation sollte den Kunden in das Zentrum der Aufmerksamkeit bringen, dem Mitarbeiter erkennen lassen, welchen Beitrag er zum Ganzen bringt und die Unternehmensführung vom normalen Tagesgeschäft befreien. Zeichen einer schlechten Organisation sind zu viel Ebenen, zu viele Sitzungen, zu viele Koordinatoren und unklare personelle Zuständigkeiten.
Entscheiden
Entscheidungen zu treffen ist eine der wesentlichen Aufgaben einer Führungskraft. Am Anfang einer Entscheidungsfindung muss das zugrundeliegende Problem möglichst vollständig verstanden werden. Schnelle und intuitiv getroffene Entscheidungen sind der falsche Weg. Beides, Tempo und Gründlichkeit sind gefordert. Weiterhin ist es wichtig, Alternativen herauszuarbeiten, Konsequenzen bei der Realisierung einer Entscheidung zu bedenken sowie den Vollzug der Entscheidung zu überwachen.
Kontrollieren
Kontrolle muss sein. Entscheidend bei dieser Aufgabe ist, wie die Kontrolle durchgeführt wird, um sowohl wirksam als auch nicht demotivierend zu sein. Malik empfiehlt, die Kontrolle auf das nötige Minimum an Parametern einzuschränken, mit Stichproben zu arbeiten, Berichtssysteme einzuführen und das Thema mit Erfahrung sowie situationsgerecht zu handhaben.
Menschen entwickeln und fördern
Menschen sind das Wichtigste in einer Organisation und als Führungskraft ist es eine Kernaufgabe, sie zu fördern und zu fordern. Dies kann nur individuell erfolgen. Dazu gehören vor allem eine herausfordernde Arbeitsaufgabe, eine Orientierung an den Stärken der Person, ein beispielgebender Vorgesetzter und ein passendes Umfeld.

### Teil IV Werkzeuge wirksamer Führung
Malik unterscheidet zwischen Werkzeugen für Sachaufgaben und Management Werkzeugen. Ein Manager muss die Letzteren als Werkzeuge zur wirksamen Bewältigung seiner Aufgaben kennen und wie in jedem Beruf beherrschen. Er nennt sieben Werkzeuge:
Die Sitzung
Einen erheblichen Teil der Arbeitszeit verbringt eine Führungskraft in Sitzungen. Sie können ein sehr wirksames Werkzeug sein, man muss aber einige Regeln beachten:
- möglichst geringe Zahl an Sitzungen,
- angemessene Vorbereitung und Nachbereitung;
- professionelle Sitzungsleitung,
- Orientierung an Resultaten und Handlungen,
- vorab Abstimmung der Tagesordnung,
- Protokoll mit Maßnahmen, Beschlüssen, Verantwortlichen und Terminen,
- später Nachfassen.

Der Bericht
Das Erstellen eines schriftlichen Berichts zwingt zum Nachdenken. Ein Bericht soll nicht zu lang sein und er soll sich inhaltlich am Adressat sowie der gewünschten Wirkung orientieren. 
Job Design und Assignment Control
Job Design beinhaltet die Stellenbeschreibung und -gestaltung. Ihr Inhalt sollte klar, anspruchsvoll und gleichwohl machbar sein. Assignment beinhaltet den umzusetzenden Auftrag, der sich im Zeitablauf ändern kann.
Persönliche Arbeitsmethodik
Die Beherrschung des Selbstmanagements ist der Schlüssel zum Erfolg, was man leider so gut wie nirgendwo systematisch lernen kann. Es gibt keine allgemein gültige Methode, jeder muss seine eigene Arbeitsmethodik selbst entwickeln und sie regelmäßig auf ihre Wirksamkeit überprüfen sowie weiterentwickeln. Malik gibt  in dem Kapitel zahlreiche nützliche Hinweise zu wesentlichen Aspekten, wie z. B. die Nutzung der Zeit oder der Vorteile von Checklisten.
Budget und Budgetierung
Das Budget ist nicht nur ein Instrument des Finanz- und Rechnungswesens, sondern auch ein wirkungsvolles Managementwerkzeug. Es dient zum produktiven Einsatz der Ressourcen, zur vorauslaufenden Koordination aller Tätigkeiten, zur Integration des Personals und zur Überwachung der Zielerreichung. Das Budget darf keine Hochrechnung sein, sie muss eine Willensbekundung sein, die mit Verantwortlichkeiten verknüpft ist. 
Die Leistungsbeurteilung
Malik lehnt standardisierte Methoden zur Leistungsbeurteilung ab und begründet diese Haltung sehr überzeugend. Statt eines Formulars empfiehlt er ein leeres Blatt als Grundlage. Das Gespräch soll sich an den Stärken und nicht an den Schwächen des Mitarbeiters orientieren.
Systematische „Müllabfuhr“ – Systemerneuerung
Die Schlüsselfrage zur Müllabfuhr lautet: „Was von all dem, was wir heute tun, würden wir nicht mehr neu beginnen, wenn wir  es nicht schon täten?“ Ein Beispiel sind interne Arbeitsabläufe, die sich früher bewährt haben, jetzt aber nicht mehr greifen. Diese Frage sollte man sich für Verwaltungsabläufe jährlich und für Produkte/Märkte etwa alle drei Jahre stellen. So bleibt eine Organisation schlank und effizient. Die Frage in abgewandelter Form sollte man sich einmal im Jahr auch selbst stellen, um die persönliche Leistung zu verbessern.

### Teil V Malik-Managementsysteme: Denk- und Handlungssysteme zugleich
Das letzte Kapitel beschäftigt sich mit grundsätzlichen Fragen des Managements. Malik grenzt Management von Wissenschaft und von Kunst ab. Er beschreibt das von ihm entworfene Führungsrad. Der Autor ist der Auffassung, dass wirksames Führen und Arbeiten den Zugang zur persönlichen Sinnfindung schafft.

## Rezeption
Das Buch wird zu den Top-Ten der Managementliteratur gezählt. An anderer Stelle wird es als Management-Bibel und als eins der besten Wirtschaftsbücher aller Zeiten gerühmt. Es wurde im Jahr 2000 vom Bundesverband Deutscher Unternehmensberater zum Buch des Jahres gewählt. Eine andere Empfehlung lautet: „Das Buch verkörpert eine einmalige Verbindung zwischen Wissenschaft und Praxis. Führen-Leisten-Leben ist einer der wirksamsten Wege, sich Management-Wissen anzueignen.“ Bei allem Lob wird den Autor allerdings auch vorgeworfen, dass er polarisiert und teilweise arrogant erscheint. Eine Anmerkung bezieht sich auf den Titel und merkt an, dass die Bereiche Führen und Leisten gegenüber dem "Leben" ein zu starkes Gewicht haben.